# M3 Scout Car
M3 Scout Car „White“ bylo obrněné kolové vozidlo americké armády během druhé světové války. Sloužilo nejčastěji jako průzkumné, hlídkové a velitelské vozidlo, ale také jako ambulance či tahač děl.
Nejrozšířenější verze M3A1 byla vyráběna od roku 1941 do roku 1944. Z bran výrobních závodů vyjelo celkem 20 918 kusů M3A1. V rámci dohody o půjčce a pronájmu bylo dodáváno i do SSSR, vozidla používala za války i československá obrněná brigáda ve Velké Británii.